# کلونوونگتسا دوژا
کلونوونگتسا دوژا (به لهستانی:  Klonownica Duża) یک روستا در لهستان است که در گمینا روکیتنو واقع شده‌است.